# Grant Mitchell (Eastenders)
Grant Anthony Mitchell (8 juli 1962) is een fictief personage uit de Britse BBC-serie EastEnders. Hij wordt gespeeld door Ross Kemp die in 1999 en 2006 een British Soap Award kreeg voor Beste Acteur (naast de respectievelijke nominaties voor Slechterik van het Jaar en Spectaculairste Scene van het Jaar). 

## Geschiedenis

#### Karaktertrekken en familiebanden
Grant is de jongere helft van de Mitchell-broers; stereotype bullebakken met kale(nde) hoofden, leren jacks en Cockney-accenten. Niet voor niets worden ze veelvuldig geparodieerd, vooral in reclamespots. Gelijk hun nichten Ronnie en Roxy hebben de broers uiteenlopende karakters; waar Phil een man is van de strategie die geen liefdesrelatie weet te onderhouden laat Grant zonder pardon zijn vuisten spreken en is hij tegelijkertijd een echte vrouwenversierder. 

#### Diensttrauma
Grant is de tweede zoon van Peggy (go-go danseres) en Eric Mitchell (bokser); anders dan Phil, die jarenlang klappen heeft moeten incasseren, is lieveling Grant nooit bang geweest om net als zijn vader te worden; hij is er dan ook trots op een Mitchell te zijn. Als dienstplichtig militair vecht hij mee in de Falklandoorlog en houdt daar, letterlijk en figuurlijk, diepe littekens aan over. Terug in het burgerlijke bestaan krijgt Grant last van nachtmerries en woede-uitbarstingen. 

### 1990-1999

#### Aankomst in Walford en huwelijk met Sharon Watts
Op 22 februari 1990 arriveert Grant in Walford; hij heeft tijdens z'n dienstperiode een opleiding gevolgd als automonteur en gaat met Phil (die twee dagen eerder kwam) aan de slag in een garage (Arches). Niet veel later wordt hij verliefd op Sharon Watts, bardame in de kroeg van haar dood gewaande vader Den. Sharon valt voor Grants macho-gedrag en al snel krijgen ze een relatie. 
Door zijn bezitterigheid komt Grant in de problemen terecht; als hij op een avond bij Sharon langsgaat en daar de nieuwe kroegbaas Eddie Royle aantreft slaat hij hem zonder pardon het ziekenhuis in. In september 1991 wordt Royle vermoord; uiteraard wordt Grant als hoofdverdachte aangewezen, maar de dader is niemand minder dan Nick Cotton (die er nog mee wegkomt ook). Grant overweegt om weer in dienst te gaan maar wordt om psychische redenen afgewezen.
Sharon ziet dat Grant ook een romantische kant heeft en gaat in op zijn huwelijksaanzoek; ze trouwen in december 1991 en runnen samen Queen Vic die Grant heeft teruggekocht. Het huwelijk wordt echter getekend door ruzies en geweld, en op Sharons verjaardag steekt Grant de kroeg in brand om zo met geld van de verzekering z'n schulden te betalen. Het geld is echter niet voldoende en Sharon (die bijna was meeverbrand met haar hond Roly) neemt het hem bijzonder kwalijk wat hij met haar geliefde kroeg heeft gedaan. 

#### Sharongate
In september 1992 wordt Grant gearresteerd omdat hij een gewapende overval wilde plegen; terwijl hij achter tralies zit gaat Sharon met Phil naar bed. Ze beëindigen hun affaire wanneer Grant vrijkomt en belooft zich voortaan te zullen gedragen. 
De affaire blijft in het verleden totdat Sharon in oktober 1994 tijdens een girls night in met hartsvriendin Michelle Fowler herinneringen ophaalt aan haar vreemdgaan met Phil en een cassetterecorder laat meelopen. "Hij is een leukere versie van Grant" mijmert ze. Als Grant de opname ontdekt speelt hij het af in de kroeg waar Phil zijn verloving Kathy Beale aankondigt en slaat hem vervolgens het ziekenhuis in. 
De broers maken het later weer goed maar zoals vroeger zal het nooit meer zijn. Sharon daarentegen wordt regelmatig geslagen totdat ze er niet meer tegen kan en medio 1995 bij haar moeder (Angie) in Amerika gaat wonen.  
Michelle vlucht daar ook heen nadat ze zich zwanger heeft laten maken door Grant tijdens een onenightstand.

#### Huwelijk met Tiffany en geboorte van Courtney
In 1996 duikt Grant het bed in met de 19-jarige bardame Tiffany Raymond (die hij aanvankelijk niet kon uitstaan); ze besluiten om het hierbij te laten totdat Tiffany later zwanger blijkt te zijn. Grant is de vader maar is daar in eerste instantie niet zo zeker van; Tiffany heeft tussen vermoeden en bevestiging een relatie met Tony Hills die haar echter bedriegt met haar homoseksuele broer Simon. In november 1996 geeft Grant in Parijs z'n jawoord aan Tiffany terwijl het hem alleen maar om het kind te doen is. En dan komt zijn ware aard boven; Grant verbiedt Tiffany de omgang met haar vrienden en het drinken van alcohol; Tiffany is ongehoorzaam en moet daar de gevolgen van dragen. Als Grant op Oudejaarsavond 1996 van bardame Lorraine Wicks te horen krijgt dat hij misschien toch niet de vader is gooit hij Tiffany op straat om zijn affaire met Lorraine doodleuk voort te zetten. 
In maart 1997 wordt dochter Courtney geboren, en de geëiste vaderschapstest wijst uit dat zij het kind van Grant is. Grant maakt het uit met Lorraine en na aanvankelijk met een scheiding en volledige voogdij te hebben gedreigd trouwt hij in augustus opnieuw met Tiffany. Na terugkeer van de huwelijksreis naar Parijs gaat het al snel weer bergafwaarts; vooral tijdens de kerst vallen er rake klappen en in 1998 moet ook Peggy (die de kroeg van Sharon overnam) incasseren wanneer ze probeert in te grijpen.  
Grant beseft dat hij te ver is gegaan, vandaar dat hij een maand lang op Cyprus verblijft met z'n oude legervrienden. Bij terugkeer krijgt hij te horen dat Tiffany wil scheiden en dat ze (zogenaamd) een verhouding heeft met de corrupte politieman Beppe diMarco. Grant gaat in de tegenaanval door zich op schoonmoeder Louise te storten. Als Tiffany daarachter komt besluit ze om Walford te verlaten; met Courtney. Ze valt van de trap en wordt naar het ziekenhuis gebracht met een bloedprop in haar hersenen; uiteraard denkt iedereen dat Grant het heeft gedaan en op Eerste Kerstdag 1998 wordt hij gearresteerd. Hij komt echter vrij op borgtocht en op 31 december zet hij de net uit het ziekenhuis ontslagen Tiffany een voet dwars door Courtney van haar af te pakken. Tiffany rent erachteraan en wordt aangereden door Grants nieuwe stiefvader Frank Butcher; ze overlijdt om 22:00 uur. 
Dankzij Beppe, die een door Tiffany geschreven onschuldigheidsverklaring verbrandt, lijkt Grant ook hiervoor op te draaien, maar zodra de waarheid aan het licht komt wordt hij vrijgesproken (en Beppe ontslagen). Grants interesse gaat nu uit naar bardame Nina Harris, maar die blijkt een prostituee te zijn geweest.

#### Vreemdgaan met Kathy en vertrek naar Brazilië
Ondertussen is ook Phils huwelijk op de klippen gelopen; hij heeft Kathy en z'n zoontje Ben naar Zuid-Afrika verjaagd door vreemd te gaan met een mede-drankverslaafde. In oktober komt Kathy overgevlogen om wat zaken af te handelen. Grant maakt van de gelegenheid gebruik om met haar naar bed te gaan en ditmaal is er geen cassetterecorder voor nodig om de waarheid op tafel te krijgen; Kathy vertelt het namelijk zelf wanneer Phil zijn laatste kans op gezinshereniging verspeelt. 
Grant wil geld aftroggelen van een drugsbende om zijn schulden te betalen en hij kan dat niet in z'n eentje af. Zodra de klus geklaard is gaat Phil de confrontatie met hem aan. Grant bekent dat hij wraak wilde nemen op Sharongate en ontsnapt aan een kogel van z'n diep gekwetste broer doordat de politie in aantocht is. Ze stelen een vluchtauto maar Phil eist dat Grant stopt zodat hij alsnog een pistoolschot kan afvuren. Grant weigert daaraan toe te geven en Phil schiet op het stuur waardoor de auto de Theems inrijdt. Phil wordt gered, Grant wordt vermist en men gaat ervan uit dat hij dood is. Een week later blijkt Grant wel degelijk in leven; hij stuurt Phil zijn deel van de buit en vertrekt met Courtney naar Rio de Janeiro.

### 2005-2006

#### Hereniging met Phil
Terwijl Grant een nieuw leven begint, maakt Phil een duistere periode door; hij overleeft een moordaanslag (gepleegd door z'n kersverse ex-vriendin Lisa Shaw), ziet wederom een kind naar het buitenland vertrekken (de bij Lisa verwekte Louise) en raakt de kroeg kwijt aan de teruggekeerde Den Watts die hem ook nog eens laat opdraaien voor gewapende overval. Grant koopt een bewaker om die getuige was van de overval en in oktober 2005 komt Phil op vrije voeten. 
De broers zetten hun geschillen opzij om de eer van de familie te redden. Eerst redden ze Peggy uit de klauwen van een handlanger van gangster Johnny Allen (die als Erics manager een suikeroom voor ze was) en daarna richten ze zich op de hoofdzaak; Sam uit de gevangenis halen en haar onschuld bewijzen met betrekking tot de moord op Den. Met veel moeite weet Grant de teruggekeerde Sharon ervan te overtuigen dat niet Sam maar Dens vrouw Chrissie de ware schuldige is. Wanneer hun eigen verleden ter sprake komt vertelt Sharon dat ze vlak na haar vertrek naar Amerika zwanger bleek te zijn en vervolgens een abortus pleegde. "Ik was toch nog niet toe aan kinderen" bekent Grant voordat hij Sharon een kus heeft. Sharons wederhelft Dennis Rickman (met wie Grant het eerder aan de stok heeft gehad) ziet dat en dreigt te ontploffen, maar Grant verzekert hem dat het een vriendschappelijke kus is en in de Vic geven ze elkaar een hand. 
De volgende stap is bewijsmateriaal zien te vinden waardoor Chrissie achter tralies verdwijnt. En dat is er; Grant en Phil ontdekken een beveiligingstape in de nachtclub van Johnny waarop Chrissie toegeeft dat ze Den heeft vermoord. Johnny is niet langer gecharmeerd van de Mitchells omdat Peggy de beerput heeft opengetrokken tegenover zijn dochter Ruby, en dus gebruikt hij de tape als lokaas met het plan om ze voorgoed uit te schakelen. De broers geven hem een pak rammel in zijn kantoor en ontkomen aan een pistoolschot doordat Ruby binnenkomt en haar vader zover weet te krijgen om niet te schieten. Sam komt vrij, Chrissie wordt veroordeeld en Grant keert terug naar Rio waar hij met zijn vrouw Carla een bar runt.

#### Wraak op Johnny Allen
In maart 2006 komt Grant weer terug; ditmaal met de negenjarige Courtney. Hij is bezorgd over Phil die net terug is uit Amerika (waar Sharon weer is gaan wonen na de moord op Dennis) en in zijn drankverslaving dreigt te hervallen. Grant probeert de oorzaak van Phils problemen te achterhalen en lokt hem mee met de smoes om wat zaken te doen in Essex en dat hij daar hulp bij nodig heeft. Grant breekt het ijs door te zeggen dat hij de afgelopen jaren in therapie is geweest; hij worstelt met  geld- en gezinsproblemen.
Wat bedoeld was als een weekendje golfen wordt een Get Johnny-week; Phil wil wraak nemen op Johnny Allen omdat die opdracht heeft gegeven om Dennis te vermoorden. Grant wil er in eerste instantie niets mee te maken hebben en maakt rechtsomkeert, maar overmand door schuldgevoelens komt hij terug om Phil uit de klauwen van Johnny en Danny (Moon; moordenaar) te redden; ondanks het vaderschap is hij nog even scherp als voorheen. 
Terwijl Phil ruzie maakt met Johnny in 's mans kantoortje drinkt Grant een kop thee met Ruby; zij vertelt hem dat Phil Juley Smith heeft betaald om met haar naar bed te gaan om Johnny te kwetsen. Grant vindt dit walgelijk en trapt de deur in voor een verklaring; Johnny ontsnapt om even later terug te keren met een schietwapen en de bekvechtende broers in een geluiddichte kamer op te sluiten. Danny krijgt de opdracht om ze naar het bos te brengen en ze allebei om te brengen. En net wanneer hun laatste uur geslagen lijkt te hebben worden Grant en Phil gered door Jake Moon die op zijn broer schiet. Danny overlijdt ter plekke en wordt er begraven. Onder druk gezet door Ruby geeft Johnny zichzelf aan bij de politie om al zijn misdaden van de afgelopen veertig jaar op te biechten; een paar maanden later sterft hij in de gevangenis aan een hartaanval.

#### Affaire met Jane Collins
Ondertussen is de tienjarige Ben teruggekeerd naar Walford nadat Kathy bij een verkeersongeluk om het leven kwam. Hij woont echter bij Kathy's zoon Ian Beale met wie Phil op voet van oorlog leeft. Grant en Ians vriendin Jane Collins grijpen in bij een ruzie om het voogdijschap, en op een avond buiten de kroeg kussen ze elkaar. Grant overspeelt z'n hand en moet dat met een oplawaai bekopen. Toch volgt er een tweede kus wanneer Grant voor Jake gaat werken in de heropende Scarlett (in 2007 overgenomen door Ronnie en Roxy) en ditmaal met meer passie. De volgende dag zoekt Jane Grant op na een knallende ruzie met Ian; ze doen het op de bureautafel in het kantoor van de nachtclub. Zodra Phil ze betrapt zet Jane er direct een punt achter. Grant kan dat moeilijk verkroppen en puur uit wraak stort hij zich op de 19-jarige Chelsea Fox voor een onenightstand; dit tot grote walging van Peggy, Phil, Jane en Chelsea's moeder Denise. Grant geeft later toe dat hij nog steeds verliefd is op Jane, maar zij wil daar niks van weten.

#### Afrekening met Carla en vertrek naar Portugal
Dankzij Ben, die ooit iets heeft opgevangen van Kathy, beschuldigt Courtney haar vader ervan Tiffany te hebben vermoord. Grant weet niet wat hij hoort en nadat de gewenste knuffel uitblijft verlaat hij de volgende dag de Square. Jane vindt hem een week later en weet hem met veel moeite terug te brengen naar Walford waar Carla hem opwacht in de kroeg. 
Een verzoening lijkt nabij, totdat Carla's ex Ray in beeld verschijnt; hij wil die twaalfduizend pond terug die Carla van hem heeft gestolen. Carla besluit hier haar voordeel mee te doen, zowel op het financiële als romantische vlak; ze liegt over het terug te betalen bedrag ("vijfentwintigduizend pond") en over een verhuizing naar Portugal met Grant en zoon Mathias. 
Grant ontdekt echter al snel wat Carla en Ray bekokstoven en zet een val uit; hij verzoekt Ray dringend om met lege handen te vertrekken en de volgende dag houdt hij Carla (die een kind van hem wil) een stapeltje bankbiljetten voor. Carla denkt er stiekem met de zak geld vandoor te kunnen gaan, maar Grant houdt zijn leugenachtige vrouw in de gaten vanuit het badkamerraam. Carla's vermoeden dat ze is beetgenomen wordt bevestigd zodra ze eenmaal de zak openmaakt en in plaats van het geld Grants vuile ondergoed en sokken aantreft. 
Carla keert terug naar de kroeg waar Grant haar een kus geeft en haar vervolgens op zijn schouder draagt en in de afvalemmer dumpt; tot groot genoegen van Courtney, buurtreiniger Gus Smith en andere bewoners van de Square. 
Daarna pakken Grant en Courtney hun koffers en verlaten ze Walford; Ian ziet dat en brengt Jane op de hoogte. Hij is er zich echter niet van bewust dat Jane om Grant huilt omdat ze echt van houdt. Dan belt Grant vanaf het vliegveld. "Ik hou van je, je bent een bijzondere vrouw". "Ik hou ook van jou" snikt Jane door de telefoon, waarna Grant en Courtney hand in hand op het vliegtuig naar Portugal stappen. Grant verdient er de kost als huisbaas en krijgt in 2007 en 2009 Peggy, Phil en Ben te logeren.

### 2016

#### Afscheid van Peggy en confrontatie met zoon Mark
In mei 2016 komt Grant overgevlogen voor de begrafenis van Peggy, bij wie er weer borstkanker was vastgesteld. Hij houdt Phil verantwoordelijk, en heeft nog geld van hem tegoed, vooral nu hij door schulden dakloos is geworden. Phil weet dat laatste niet, maar komt er wel achter dat Grant de vader is van Michelles zoon Mark (vernoemd naar diens betreurde oom). Grant krijgt de waarheid te horen nadat hij samen met Mark Ben en Jay uit de handen van kidnappers heeft bevrijd; hij nodigt Mark uit voor een drankje, maar besluit het hem toch maar niet in te lichten. Met geld van Phil vertrekt Grant weer naar Portugal.  